# Wilaya de Ouargla
La wilaya de Ouargla (en berbère : ⵜⴰⵡⵉⵍⵢⵜ ⵏ ⵡⵔⴳⵔⵏ ; en arabe : ولاية ورڨلة) est une wilaya algérienne. La wilaya de Ouargla est le cœur économique et poumon de l'Algérie grâce au pétrole de Hassi Messaoud. Sa superficie est de 211 980 km2, et sa population est estimée à 633 967 habitants. Cette wilaya regroupe, depuis la fin des années 1970, toutes les origines et représente la totalité des communautés de ce pays.

## Géographie

### Localisation
| Wilaya de Djelfa      | Wilaya de Biskra  | Wilaya d'El Oued |
| Wilaya de Ghardaïa    | wilaya de Ouargla | Tunisie          |
| Wilaya de Tamanrasset | Wilaya d'Illizi   |                  |

## Organisation de la wilaya

### Walis
Le poste de wali de la wilaya de Ouargla a été occupé par plusieurs personnalités politiques nationales depuis sa création en 1974.
| N° | Wali                      | Début              | Fin               |
| -- | ------------------------- | ------------------ | ----------------- |
| 1  | Abdelwahab Guedmani       | 17 septembre 1974  | 31 août 1978      |
| 2  | Hocine Aït Ahmed          | 1er septembre 1978 |                   |
| 3  | M'Hamed Boutriha          |                    | 13 mai 1984       |
| 4  | Abdelkrim Séridi          | 13 mai 1984        | 7 mai 1986        |
| 5  | Mohamed Salaheddine Ahriz | 7 mai 1986         | 29 octobre 1989   |
| 6  | Mohamed Zidouri           | 29 octobre 1989    | 26 janvier 1993   |
| 7  | Boumédiène Bounoura       | 26 janvier 1993    | 30 juin 1994      |
| 8  | Mohamed El-Kébir Raffaâ   | 30 juin 1994       |                   |
| 9  | Mohamed Teraï             |                    | 13 août 2000      |
| 10 | Hamid Chaouch             | 13 août 2000       | 12 février 2004   |
| 11 | Ahmed Malfouf             | 3 mars 2004        | 30 septembre 2010 |
| 12 | Nacer Maskri              | 30 septembre 2010  | 4 mars 2013       |
| 13 | Ali Bouguerra             | 4 mars 2013        | 22 juillet 2015   |
| 14 | Saâd Agoudjil             | 22 juillet 2015    | 5 octobre 2016    |
| 15 | Abdelkader Djellaoui      | 5 octobre 2016     | 17 septembre 2019 |
| 16 | Aboubakr Essedik Boucetta | 17 septembre 2019  | 17 novembre 2021  |
| 17 | Mustapha Aghamir          | 17 novembre 2021   | 24 avril 2024     |
| 18 | Abdelghani Filali         | 24 avril 2024      | en cours          |

### Daïras
La wilaya de Ouargla est composée de 5 daïras (circonscriptions administratives):

### Communes
La wilaya de Ouargla compte 8 communes:

## Économie

### Pétrole
- Gisement d'El Merk
- Gisement d'Ourhoud

## Ressources hydriques

### Barrages
La wilaya de Ouargla ne compte aucun barrage.

## Santé
- Hôpital de Ouargla.
- Hôpital de Touggourt.
- Hôpital de Hassi Messaoud.
- Hôpital de Taïbet.

## Histoire
- Conquête de l'Algérie par la France (1830-1902)
- Unités sahariennes françaises, Compagnies méharistes sahariennes